# Copa Europea de Promoción 1988
La I Copa Europea de promoción de 1988 fue la primera edición del torneo de baloncesto avalado por FIBA Europa, se llevó a cabo en Malta del 14 al 18 de diciembre de 1988.
La selección de Islandia obtuvo su primer título al derrotar a Irlanda por 86-69.

## Equipos participantes
| Chipre Gales | Gibraltar Irlanda | Islandia Luxemburgo | Malta San Marino |

## Ronda Preliminar

### Grupo A
|   | Equipo     | Pts | PG | PP | PF  | PC  | Dif  |
| - | ---------- | --- | -- | -- | --- | --- | ---- |
| 1 | Irlanda    | 6   | 3  | 0  | 264 | 201 | 63   |
| 2 | Islandia   | 5   | 2  | 1  | 237 | 200 | 37   |
| 3 | San Marino | 4   | 1  | 2  | 233 | 216 | 17   |
| 4 | Gibraltar  | 3   | 0  | 3  | 167 | 284 | −117 |

| 14 de diciembre         | Irlanda                 | 114-59                  | Gibraltar |  |
|                         |                         |                         |           |  |
| Parciales: 59-24, 55-35 | Parciales: 59-24, 55-35 | Parciales: 59-24, 55-35 | Malta     |  |

| 14 de diciembre         | San Marino              | 75-83                   | Islandia |  |
|                         |                         |                         |          |  |
| Parciales: 41-37, 34-46 | Parciales: 41-37, 34-46 | Parciales: 41-37, 34-46 | Malta    |  |

| 15 de diciembre         | Irlanda                 | 71-68                   | Islandia |  |
|                         |                         |                         |          |  |
| Parciales: 33-27, 47-27 | Parciales: 33-27, 47-27 | Parciales: 33-27, 47-27 | Malta    |  |

| 15 de diciembre         | San Marino              | 84-54                   | Gibraltar |  |
|                         |                         |                         |           |  |
| Parciales: 33-27, 47-27 | Parciales: 33-27, 47-27 | Parciales: 33-27, 47-27 | Malta     |  |

| 16 de diciembre         | Islandia                | 86-54                   | Gibraltar |  |
|                         |                         |                         |           |  |
| Parciales: 51-26, 35-28 | Parciales: 51-26, 35-28 | Parciales: 51-26, 35-28 | Malta     |  |

| 16 de diciembre         | Irlanda                 | 79-74                   | San Marino |  |
|                         |                         |                         |            |  |
| Parciales: 35-42, 44-32 | Parciales: 35-42, 44-32 | Parciales: 35-42, 44-32 | Malta      |  |

### Grupo B
|   | Equipo     | Pts | PG | PP | PF  | PC  | Dif |
| - | ---------- | --- | -- | -- | --- | --- | --- |
| 1 | Chipre     | 6   | 3  | 0  | 254 | 187 | 67  |
| 2 | Luxemburgo | 5   | 2  | 1  | 276 | 242 | 34  |
| 3 | Malta      | 4   | 1  | 2  | 207 | 247 | −40 |
| 4 | Gales      | 3   | 0  | 3  | 197 | 258 | −61 |

|                         | Gales                   | 78-105                  | Luxemburgo |  |
|                         |                         |                         |            |  |
| Parciales: 42-58, 36-47 | Parciales: 42-58, 36-47 | Parciales: 42-58, 36-47 | Malta      |  |

|                         | Malta                   | 58-86                   | Chipre |  |
|                         |                         |                         |        |  |
| Parciales: 29-42, 29-44 | Parciales: 29-42, 29-44 | Parciales: 29-42, 29-44 | Malta  |  |

|                         | Chipre                  | 94-79                   | Luxemburgo |  |
|                         |                         |                         |            |  |
| Parciales: 47-41, 47-38 | Parciales: 47-41, 47-38 | Parciales: 47-41, 47-38 | Malta      |  |

|                         | Malta                   | 79-69                   | Gales |  |
|                         |                         |                         |       |  |
| Parciales: 38-34, 41-35 | Parciales: 38-34, 41-35 | Parciales: 38-34, 41-35 | Malta |  |

|                         | Gales                   | 50-74                   | Chipre |  |
|                         |                         |                         |        |  |
| Parciales: 26-40, 24-34 | Parciales: 26-40, 24-34 | Parciales: 26-40, 24-34 | Malta  |  |

|                         | Malta                   | 70-92                   | Luxemburgo |  |
|                         |                         |                         |            |  |
| Parciales: 38-43, 32-49 | Parciales: 38-43, 32-49 | Parciales: 38-43, 32-49 | Malta      |  |

## Ronda de clasificación
|  | Eliminatoria del 5º al 8º | Eliminatoria del 5º al 8º |    |       | Partido por el 5º lugar | Partido por el 5º lugar |  |
|  |                           |                           |    |       |                         |                         |  |
|  |                           |                           |    |       |                         |                         |  |
|  | San Marino                | 72                        |    |       |                         |                         |  |
|  | Gales                     | 68                        |    |       |                         |                         |  |
|  |                           |                           |    |       |                         |                         |  |
|  |                           |                           |    |       |                         |                         |  |
|  |                           |                           |    |       | San Marino              | 82                      |  |
|  |                           | Malta                     | 72 |       |                         |                         |  |
|  |                           |                           |    |       |                         |                         |  |
|  |                           |                           |    |       |                         |                         |  |
|  |                           |                           |    |       | Partido por el 7º lugar |                         |  |
|  |                           |                           |    |       |                         |                         |  |
|  | Malta                     | 74                        |    | Gales | 75                      |                         |  |
|  | Gibraltar                 | 69                        |    |       | Gibraltar               | 77                      |  |

|                         | San Marino              | 72-68                   | Gales |  |
| Reporte                 |                         |                         |       |  |
| Parciales: 34-33, 38-35 | Parciales: 34-33, 38-35 | Parciales: 34-33, 38-35 | Malta |  |

|                         | Malta                   | 74-69                   | Gibraltar |  |
| Reporte                 |                         |                         |           |  |
| Parciales: 37-34, 37-35 | Parciales: 37-34, 37-35 | Parciales: 37-34, 37-35 | Malta     |  |

### 7° Lugar
|                         | Gales                   | 75-77                   | Gibraltar |  |
| Reporte                 |                         |                         |           |  |
| Parciales: 48-33, 27-44 | Parciales: 48-33, 27-44 | Parciales: 48-33, 27-44 | Malta     |  |

### 5° Lugar
|                         | San Marino              | 82-72                   | Malta |  |
| Reporte                 |                         |                         |       |  |
| Parciales: 38-35, 44-37 | Parciales: 38-35, 44-37 | Parciales: 38-35, 44-37 | Malta |  |

## Semifinal
|  | Semifinales | Semifinales |    |            | Final        | Final |  |
|  |             |             |    |            |              |       |  |
|  |             |             |    |            |              |       |  |
|  |             |             |    |            |              |       |  |
|  | Irlanda     | 91          |    |            |              |       |  |
|  | Luxemburgo  | 87          |    |            |              |       |  |
|  |             |             |    |            |              |       |  |
|  |             |             |    |            |              |       |  |
|  |             |             |    |            | Irlanda      | 69    |  |
|  |             | Islandia    | 86 |            |              |       |  |
|  |             |             |    |            |              |       |  |
|  |             |             |    |            |              |       |  |
|  |             |             |    |            | Tercer lugar |       |  |
|  |             |             |    |            |              |       |  |
|  | Chipre      | 78          |    | Luxemburgo | 68           |       |  |
|  | Islandia    | 108         |    |            | Chipre       | 73    |  |

|                         | Irlanda                 | 91-87                   | Luxemburgo |  |
| Reporte                 |                         |                         |            |  |
| Parciales: 41-39, 50-48 | Parciales: 41-39, 50-48 | Parciales: 41-39, 50-48 | Malta      |  |

|                         | Chipre                  | 78-108                  | Islandia |  |
| Reporte                 |                         |                         |          |  |
| Parciales: 34-51, 44-57 | Parciales: 34-51, 44-57 | Parciales: 34-51, 44-57 | Malta    |  |

### 3.er. Lugar
|                         | Luxemburgo              | 68-73                   | Chipre |  |
| Reporte                 |                         |                         |        |  |
| Parciales: 45-43, 23-30 | Parciales: 45-43, 23-30 | Parciales: 45-43, 23-30 | Malta  |  |

### Final
|                         | Irlanda                 | 69-86                   | Islandia |  |
| Reporte                 |                         |                         |          |  |
| Parciales: 32-44, 37-42 | Parciales: 32-44, 37-42 | Parciales: 32-44, 37-42 | Malta    |  |

## Clasificación Final
|                   | Equipo     | Pts | PG | PP | PF  | PC  | Dif  | Pct   |
| ----------------- | ---------- | --- | -- | -- | --- | --- | ---- | ----- |
| Medalla de oro    | Islandia   | 9   | 4  | 1  | 431 | 347 | 84   | 0.800 |
| Medalla de plata  | Irlanda    | 9   | 4  | 1  | 424 | 374 | 50   | 0.800 |
| Medalla de bronce | Chipre     | 9   | 4  | 1  | 405 | 363 | 42   | 0.800 |
| 4                 | Luxemburgo | 7   | 2  | 3  | 431 | 406 | 25   | 0.400 |
| 5                 | San Marino | 8   | 3  | 2  | 387 | 356 | 31   | 0.600 |
| 6                 | Malta      | 7   | 2  | 3  | 353 | 398 | −45  | 0.400 |
| 7                 | Gibraltar  | 6   | 1  | 4  | 313 | 433 | −120 | 0.200 |
| 8                 | Gales      | 5   | 0  | 5  | 340 | 407 | −67  | 0.000 |

## Marcas
+ puntos en un partido: 186 (78-108;  Chipre- Islandia)

- puntos en un partido: 124 (50-74;  Gales- Chipre)
+ puntos en un partido (ganador): 114 ( Irlanda)

- puntos en un partido (perdedor): 50 ( Gales)
Mayor victoria: +55 (114-59;  Irlanda- Gibraltar)
Mejor Ofensiva: 86.2 ( Islandia,  Luxemburgo)

Mejor Defensiva: 69.4 ( Islandia)